# Joanna Agius
Joanna Jane Agius (ur. 25 czerwca 1958) – maltańska łuczniczka, trzykrotna olimpijka.

## Kariera
Trzykrotna uczestniczka igrzysk olimpijskich (IO 1980, IO 1984, IO 1988). Podczas igrzysk w Moskwie uplasowała się na przedostatniej 28. pozycji, zaś 4 lata później w Los Angeles zajęła 41. miejsce (startowało 47 łuczniczek). Wystartowała także na zawodach w Seulu, rozgrywanych po raz pierwszy w innym formacie. W rundzie klasyfikacyjnej osiągnęła 58. wynik wśród 61 zawodniczek i nie awansowała do fazy ćwierćfinałowej turnieju. Agius jest pierwszą kobietą, która reprezentowała Maltę na igrzyskach olimpijskich. W Seulu była ponadto chorążym reprezentacji podczas ceremonii otwarcia igrzysk.
Zajęła 79. miejsce na mistrzostwach świata w 1981 roku i 72. pozycję na turnieju w 1983 roku. Na Igrzyskach Wspólnoty Narodów 1982 zajęła 5. miejsce (na 19 zawodniczek). Uczestniczyła również na Igrzyskach Śródziemnomorskich 1979.
Zdobyła 4 medale na Island Games w roku 1985 i była złotą medalistką Igrzysk Małych Państw Europy 1987. W 1979 i 1982 roku wybrana najlepszym sportowcem Malty wśród kobiet, zaś w 1987 roku zajęła w tym plebiscycie 2. miejsce. W 2010 roku została przyjęta do Maltese Olympic Committee’s Hall of Fame.